# Sala storica della Resistenza (Domodossola)
La Sala Storica della Resistenza di Domodossola, nota anche come Sala Consiliare, è un locale del Municipio di Domodossola, nel quale dal 9 settembre al 22 ottobre 1944 si riunì la Giunta provvisoria di Governo della Repubblica partigiana dell'Ossola. Adibita a museo nel 1984, con la collaborazione delle associazioni resistenziali, è il luogo in cui ancora oggi si riunisce il Consiglio Comunale di Domodossola.

## La Sala
Eccezionalmente al posto d'onore, solitamente riservato al Capo dello Stato, vi è il ritratto di Ettore Tibaldi, illustre medico che fu chiamato dalle formazioni partigiane a presiedere la Giunta provvisoria di Governo delle Valli Ossolane liberate dall'oppressione nazifascista. Alle pareti della sala sono stati apposti pannelli fotografici con didascalie che ricostruiscono i momenti più significativi della Resistenza nell'Ossola, dai primi moti di ribellione a Villadossola, fino alla lunga guerriglia sulle montagne, dall'ingresso delle formazioni partigiane nel capoluogo dopo la resa del nazifascisti alla caduta della piccola Repubblica. Vi è poi una riproduzione fedele del vecchio tavolo a ferro di cavallo attorno al quale i Commissari di Governo tennero le loro riunioni, sperimentando il primo modello di democrazia durante i quaranta giorni di libertà. Sottovetro, lungo il tavolo sono state poste copie di documenti di emanazione del Governo del territorio liberato o di fonte fascista e copie di giornali del periodo. Una teca custodisce l'antico gonfalone civico decorato di medaglia d'oro al valore militare per i fatti che la sala ricorda.
In occasione del 60º anniversario della Repubblica dell'Ossola, la Sala è stata ristrutturata e la nuova inaugurazione è avvenuta il 17 febbraio 2006
Pur rispettando l'originale disposizione di strutture e materiali esposti (immagini, documenti, ecc.) è stato deciso di semplificare i testi e di aggiungere nuove fotografie, così come si è provveduto a risistemare l'ingresso dotandolo di strumenti multimediali per consentire la visione anche di documenti audiovisivi.